# Varga Imre (katona)
Balatonfüredi Varga Imre Ignác Zsigmond (Rábahídvég, 1826. augusztus 29.–Balatonfüred, 1894. november 27.), Zala vármegye főszámvevője, cs. és kir. ezredes, földbirtokos.

## Családja és származása
A római katolikus nemesi származású balatonfüredi Varga család sarja. Apja balatonfüredi Varga Lajos (1801–1864), Vas megyei főszolgabíró, földbirtokos, anyja felsőszopori Etényi Jozefa volt. Az anyai nagyszülei felsőszopori Etényi Ferenc (1761–1811), földbirtokos és nemes Foky Erzsébet (1772–1828) asszony voltak. Izidor és testvérei a Foky családtól örökölt rábahídvégi földbirtokon születettek és nőttek fel.  Az anyai nagyapai dédszülei felsőszopori Etényi Ádám, földbirtokos és felsőszopori Szily Katalin voltak; az utóbbi asszonyságnak a fivére felsőszopori Szily János (1735–1799) Szombathely első püspöke volt. Az anyai nagyanyai dédszülei nemes Foky Benedek (1731-1779), zalai kapitány, földbirtokos, és Petermon Elizabeth voltak. Etényi Ferencné Foky Erzsébetnek a fivérei báró Foky Zsigmond (1770-1823), huszárőrnagy, Mária Terézia rend lovagja, földbirtokos, valamint dasztifalvi Foky Ferenc (1777-1809), 1809-ben inszurgens kapitány, földbirtokos voltak. Varga Imre fivére balatonfüredi Varga Izidor (1832–1872), cs. és kir. százados, földbirtokos.

## Élete
A grazi katonaiskolán végezte tanulmányait (1840-1843.), majd hadfi és 1848. május 15-étől alhadnagy volt a 48. Ernő főherceg gyalogezredben. Ezrede zalaegerszegi hadfogadó fiókjának parancsnoka. 1848. májusában és júliusában közreműködött a 7. honvédzászlóalj toborzásában. 1848. szeptembertől ezrede 3. zászlóaljánál szolgált, a Jellačić elleni seregben. A pákozdi csata után főhadnagy lett (október 27/1.). November 1-jén százados volt a 49. (tartalék és kiképző) honvédzászlóaljnál a tartalék seregben. 1849. áprilisában Törökszentmiklós térparancsnoka. A hónap végétől ismét zászlóaljánál szolgál az Asbóth-hadosztályban, majd a II. hadtestben. Részt vett Buda ostromában és a Vág-menti hadjáratban. Július 4-én (1.) őrnagy, alakulatának parancsnoka. Augusztus 31-én a VIII. hadtest Esterházy-hadosztály vezérkari tisztje volt Komáromban, a vár feladásáig.
A kiegyezésig Nemesapátiban gazdálkodott. 1867. Zala megye főszámvevőjévé választották, a Zala megyei Honvédegylet tagja. 1869-ban őrnagy, 1873-ban alezredes lett a magyar királyi honvédségnél. 1879. ezredesi címmel nyugalmazzák.

## Felesége
1859-ben feleségül vette a nemesi származású bocsári Svastits családból való bocsári Svastics Ilona (Kér, Somogy vármegye, 1830. szeptember 6.–Nagykanizsa, 1888. július 29.) kisasszonyt, akinek a szülei bocsári Svastics János (1802–1873), zeneszerző, táblabíró, földbirtokos, és nemes Csertán Krisztina (1806–1888) voltak. Fivére bocsári Svastits Benő (Gelse, Zala vármegye, 1833. december 9. – Budapest, 1910. augusztus 31.) jogász, Zala vármegye főispánja, földbirtokos, zalavölgyi vasút alelnöke, 1848-as honvédhadnagy, a "Zalavármegyei Gazdasági Egyesület"nek a tagja. Varga Imre és Svastics Ilona frigyéből született:
- Varga Jenő
- Varga Magdolna (1867.–Nyíregyháza, 1917. május 21.)[7] Férje: dr. bocsári Svastits Géza (Gelse, Zala vármegye, 1862. augusztus 3. – Keszthely, 1931. december 1.), törvényszéki tanácselnök, földbirtokos.[8]
- Varga Károly István (Gelse, Zala vármegye, 1869. május 10. – Kaposvár, 1912. december 6.), honvédszázados.[9] Neje: csernyai Wimmer Mária Hermin Jozefa (1878 – Budapest, 1945. június 1.).[10]